# 3,4-Dihydroxyacetophenon
3,4-Dihydroxyacetophenon (Acetoprotocatechon, 4-Acetylcatechol) ist eine aromatische Verbindung, die sich sowohl vom Acetophenon als auch vom Brenzcatechin (1,2-Dihydroxybenzol) ableitet. Die Struktur besteht aus einem Benzolring mit einer angefügten Acetylgruppe (–COCH3) und zwei Hydroxygruppen (–OH) als Substituenten. Es besitzt entzündungshemmende Eigenschaften.
In der Arbeit von Erich Neitzel kommt die Namenswahlanalogie für die Derivate des Acetovanillons zur Anwendung, z. B.: Acetoprotocatechon, abgeleitet vom Protocatechualdehyd, und Acetoveratron (3,4-Dimethoxyacetophenon, abgeleitet vom Veratrumaldehyd).

## Darstellung
Die Darstellung gelingt beispielsweise durch  Demethylierung von Acetovanillon mit verdünnter Salzsäure bei 140–150 °C im geschlossenen Gefäß.